# Loyaliteitsprogramma

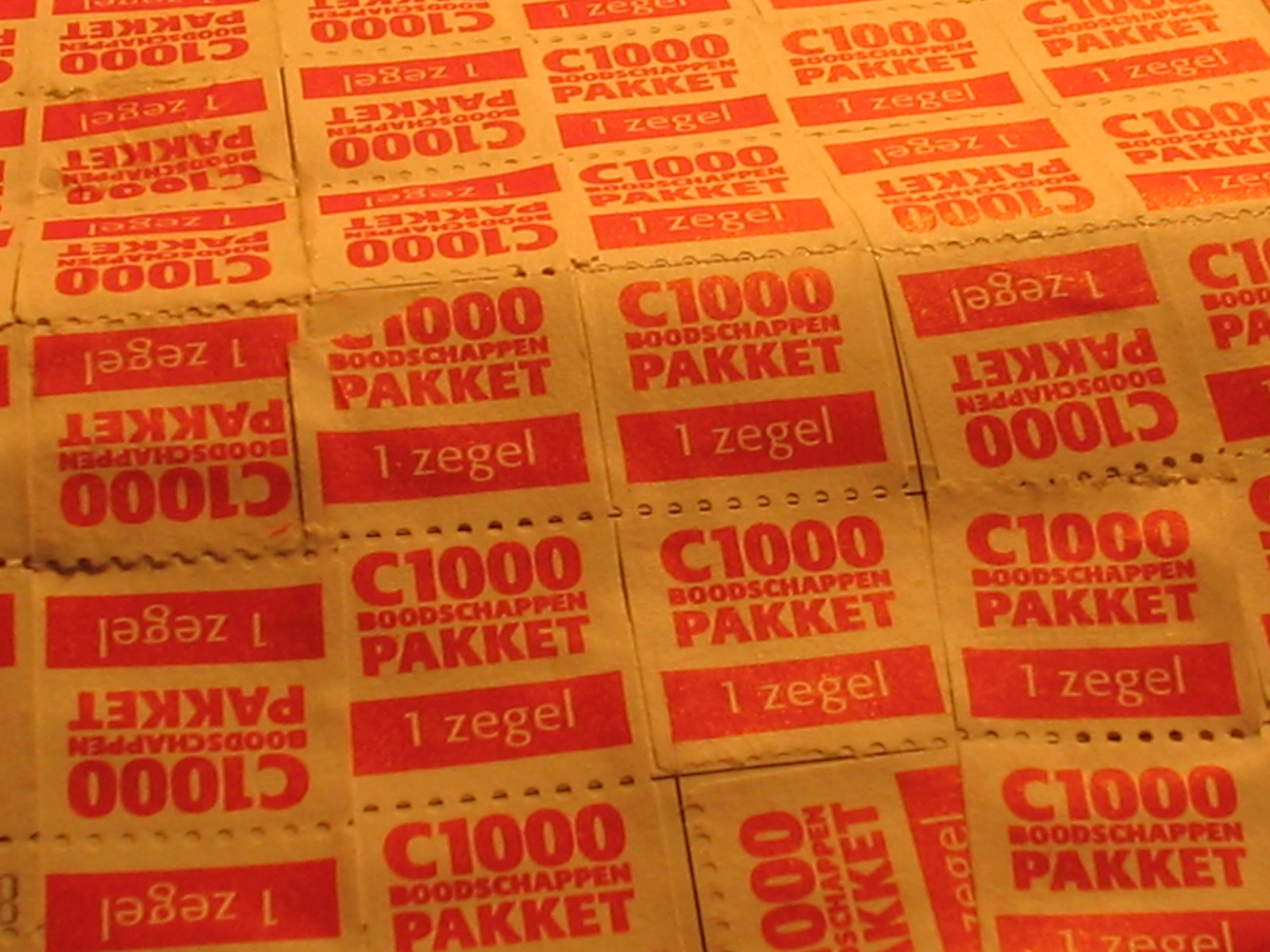
Zegeltjes op een spaarkaart

Een loyaliteitsprogramma is een gestructureerde marketing-inspanning die loyaal koopgedrag beloont en bevordert met als doel het marktaandeel en de winst van een bedrijf te vergroten. Het is de bedoeling om de klant te binden en te stimuleren om vaker geld uit te geven.
Deelnemende klanten krijgen doorgaans een spaarpas. Andere termen zijn klantenkaart, getrouwheidskaart, puntenkaart of clubkaart: een plastic kaart of pas, meestal ter grootte van een creditcard. Vaak wordt een spaarsysteem gehanteerd, elektronisch of met zegels die op een spaarkaart worden geplakt, waarbij evenredig aan de besteding punten gespaard kunnen worden. Deze zijn soms gratis, soms moet er voor betaald worden. Met de punten kan geld worden verkregen, of, met of zonder bijbetaling, een artikel.

## Voorbeelden
- Bij tankstations is aan de afname van brandstof een spaarsysteem gekoppeld waarbij de klant via zegels of punten kan sparen voor cadeaus.
- Bij veel supermarkten kunnen door middel van het sparen van zegels kortingen of cadeaus worden verkregen.
- Sommige producten, bijvoorbeeld pakken koffie, hebben zegels of punten op hun verpakking.
- Koopzegels (fysieke en elektronische)
- Air Miles
- Punten van ING (voorheen rentepunten): Men ontvangt onder meer op de meeste spaarrekeningen (maar niet op deposito's) een Punt bij iedere ontvangen cent rente. Deze geven recht op korting op een beperkt assortiment van artikelen. "Points only" houdt in dat een artikel alleen punten kost, geen geld. Deze "artikelen" zijn echter kortingvouchers, er is dus de facto niets verkrijgbaar voor alleen punten. In de periode 2010-2011 vervielen rentepunten na drie jaar. In verband met klachten is deze regel vervallen (echter niet met terugwerkende kracht).
- Spaarkaart Gezinsbond (Gezinsspaarkaart)
- Online loyaliteitsprogramma's waarbij bedrijven hun klanten en fans belonen voor onder andere aandacht of interactie via sociale media. Daarbij worden soms spelelementen toegepast.